# Bản-Giốc-Detian-Wasserfälle
Die Bản-Giốc-Detian-Wasserfälle (chinesisch 德天-板約瀑布 / 德天板约瀑布, Pinyin Détiān-Bǎnyuē Pùbù) sind die weltweit viertgrößten transnationalen Wasserfälle nach den Iguazú-, den Victoria- und den Niagarafällen. Sie liegen je zur Hälfte in der Provinz Cao Bằng in Vietnam und im Kreis Daxin der Stadt Chongzuo im Autonomen Gebiet Guangxi der Zhuang in der Volksrepublik China. Der Fluss Quy Xuân (chin. Guichun He), der zum Einzugsgebiet des Westflusses gehört, ergießt sich dort in einer mehrstufigen Kaskade von 300 Metern Breite über einen Höhenunterschied von etwa 53 Metern. Die größte Wassermenge führt der Fluss in den Monaten Mai bis September.
Die Region wird beiderseits der Staatsgrenze vornehmlich von den Völkern Zhuang (Tay, Nung), Miao (Hmong), Yao (Dao) und Hoa (Han-Chinesen) bewohnt. Zu Zeiten der französischen Kolonialbesatzung diente der Ort in den frühen 1920er Jahren der Erholung und der (Fisch-)Jagd.
In der Region dominieren Karstberge und Reisterrassen. Unweit liegt die Kalksteinhöhle Nguom Ngao.
Der Wasserfall wird von vietnamesischer Seite aus selten besucht. Lediglich eine Bambusbrücke erleichtert den Zugang zu den Flößen. Mit ihnen kann der Wasserfall von beiden Staatsseiten aus erkundet werden. Einen Grenzposten gibt es heute nicht mehr. Allerdings bedarf es auf vietnamesischer Seite einer Besichtigungserlaubnis, die unkompliziert an einem Polizeihäuschen an der Zubringerstraße eingeholt werden kann. Auf der chinesischen Seite existieren touristische Anlagen und ein großes Ressort. Der Zugang wird nicht kontrolliert.
Im Februar 1979 erfolgte unter anderem am Wasserfall der Grenzübertritt der chinesischen Armee während des kurzen Chinesisch-Vietnamesischen Krieges.

## Weblinks

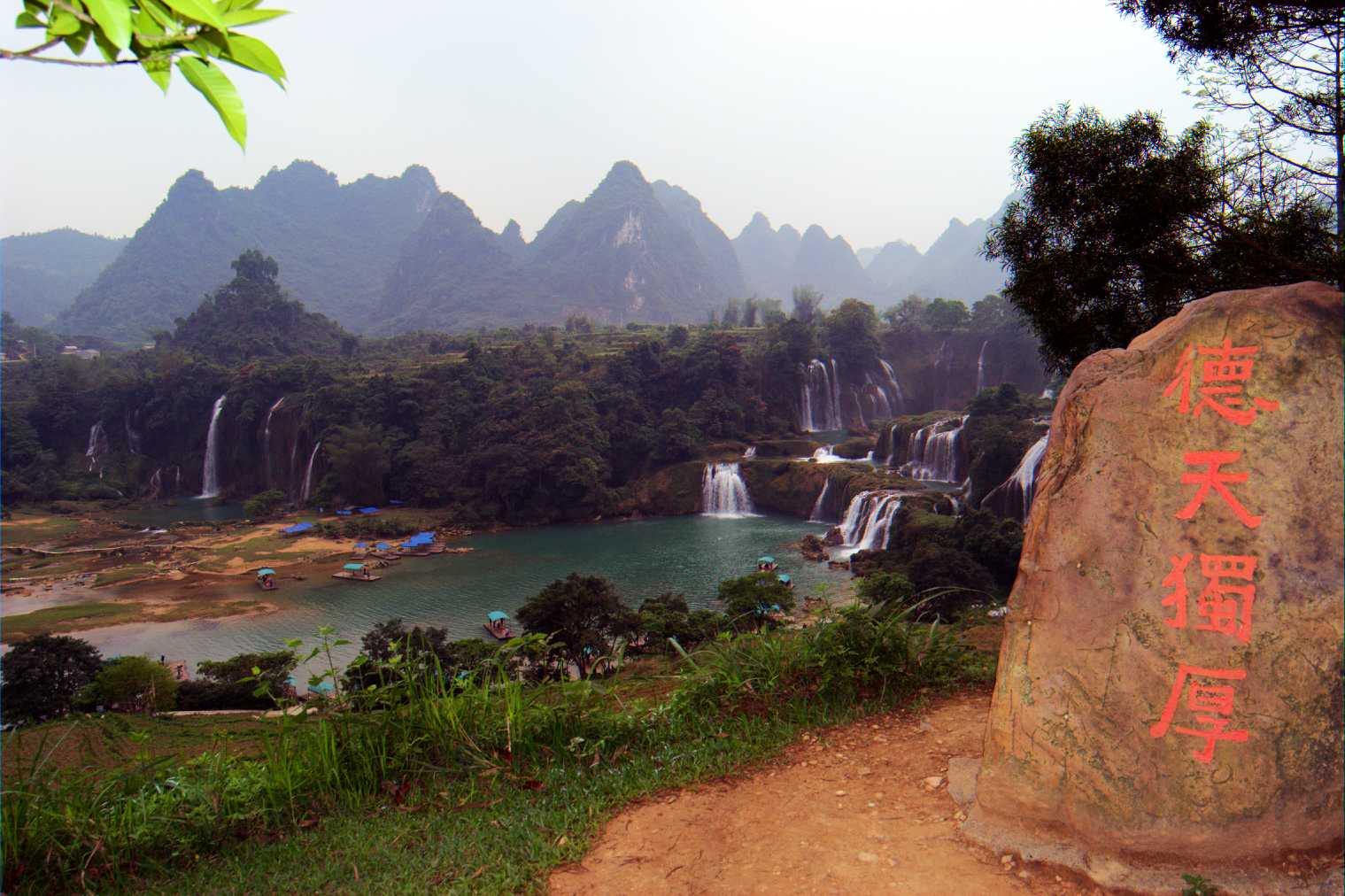
Wasserfall von China aus gesehen
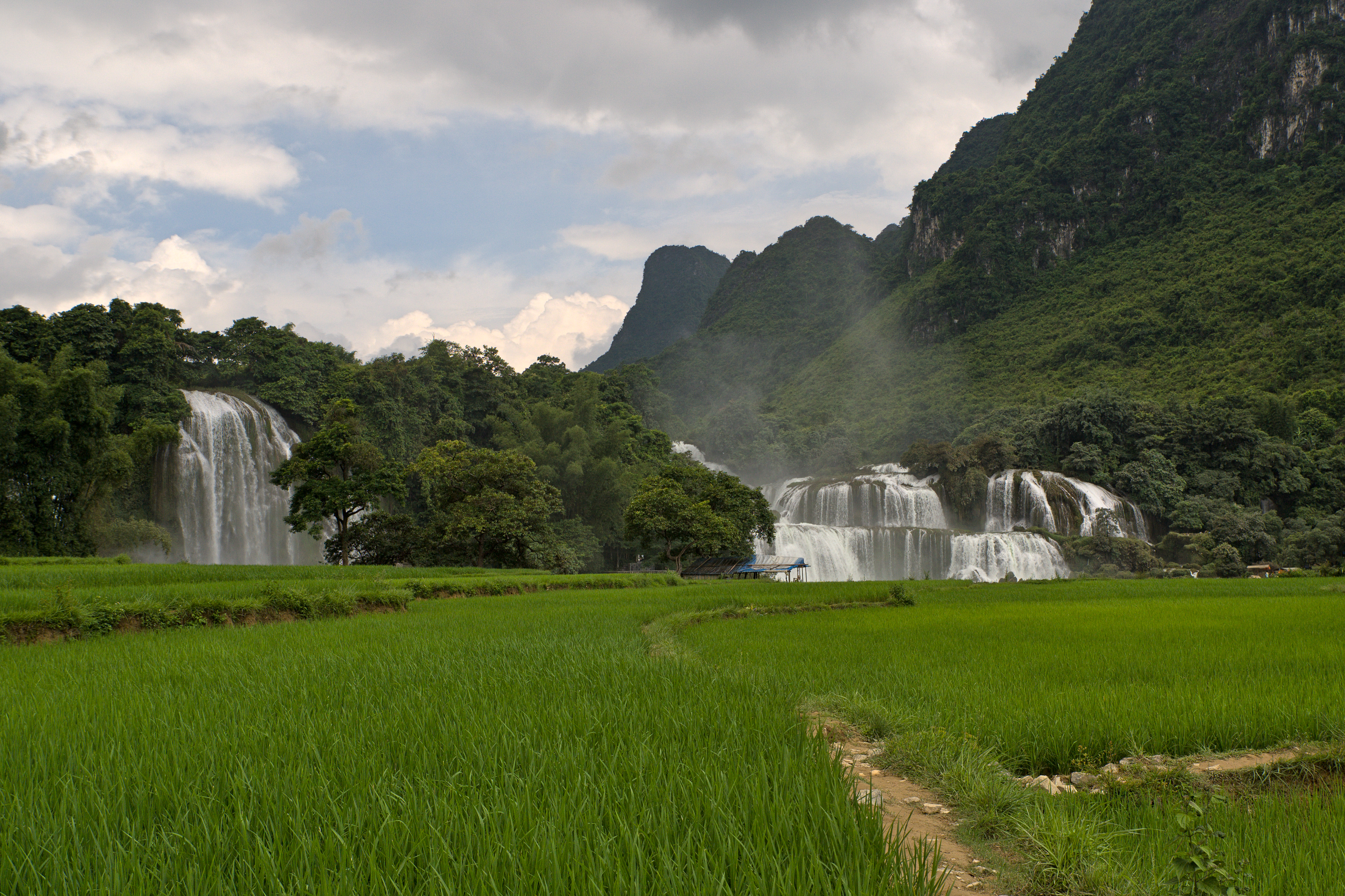
Reisanbau in unmittelbarer Nähe
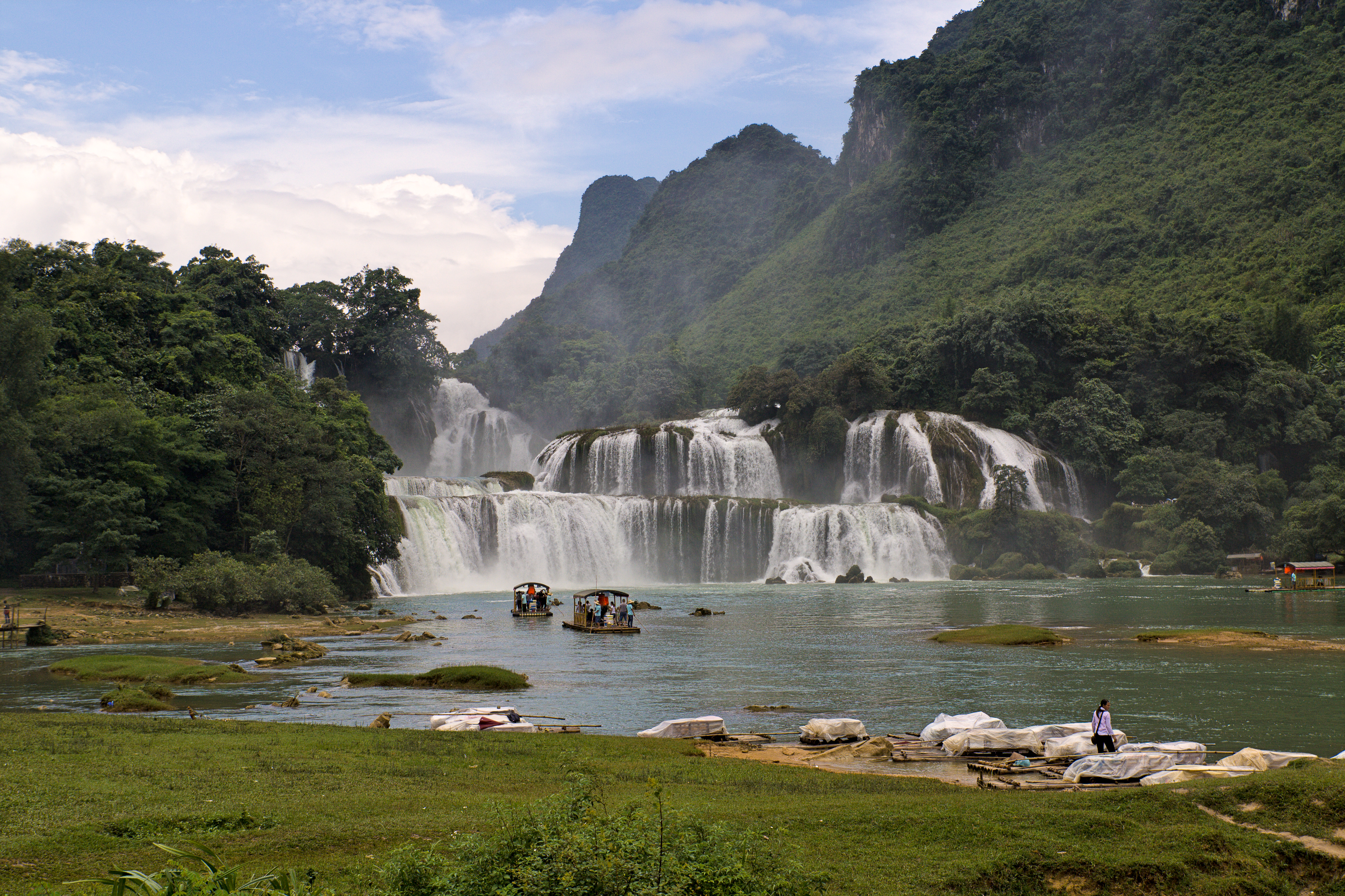
Bản-Giốc-Wasserfälle von der vietnamesischen Seite aus gesehen
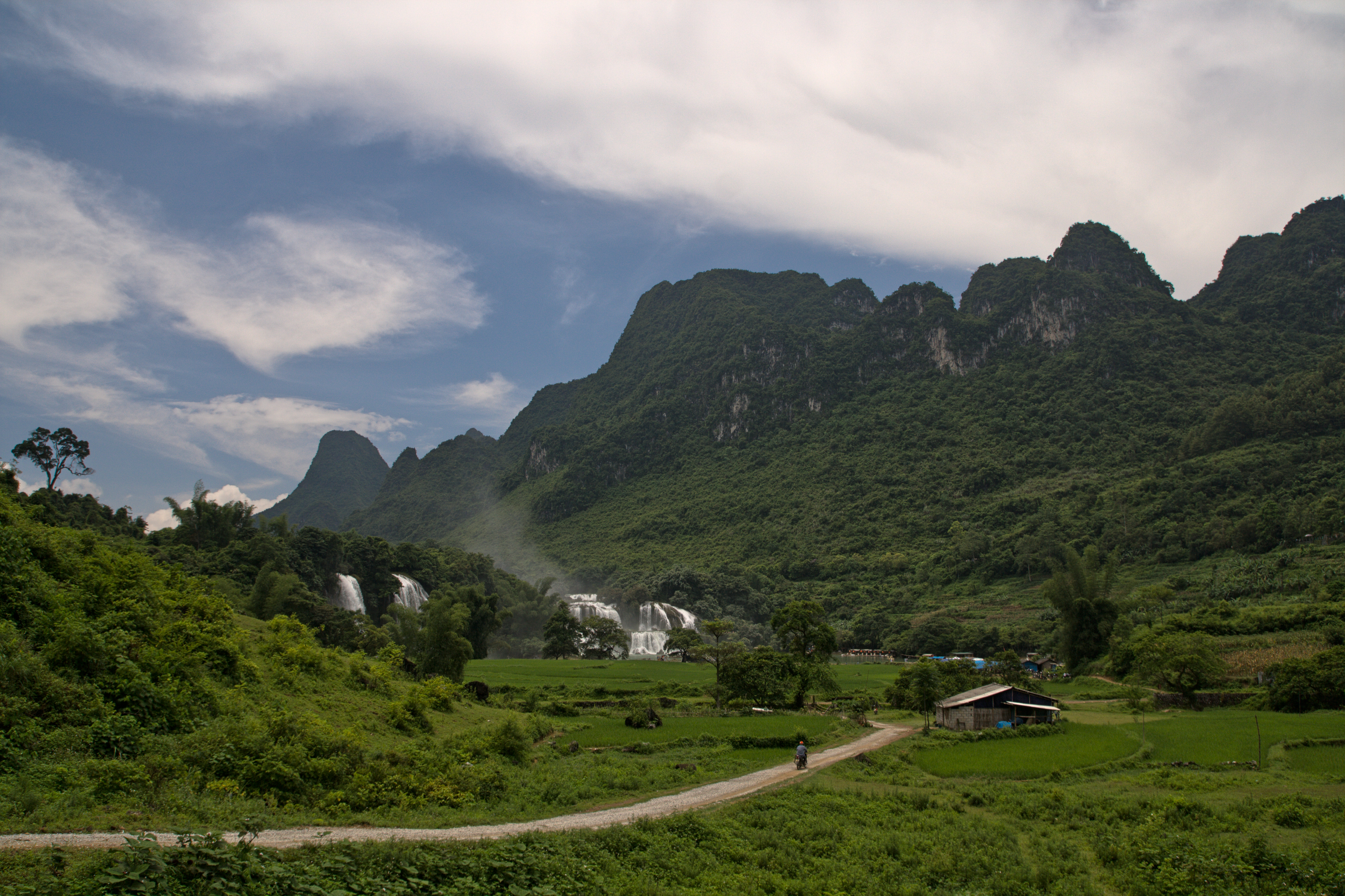
Bản-Giốc-Wasserfälle eingebettet in einer Karstlandschaft
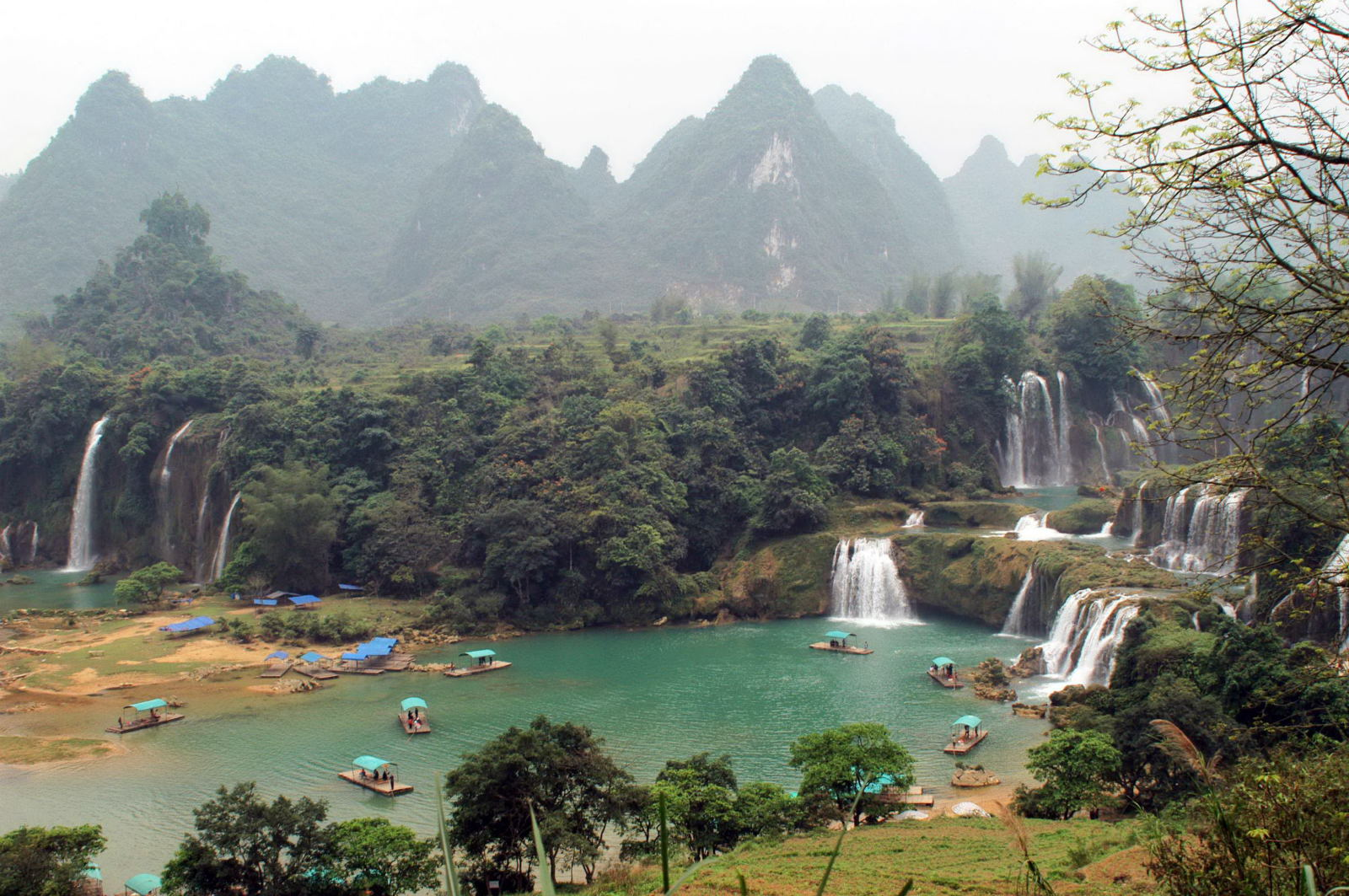
Karstkegel auch hier in der Umgebung